# P53
Tumor protein p53, hay còn gọi là p53 là một protein quan trọng nằm trong điều hòa chu kỳ tế bào - gọi là gen áp chế khối u p53. Khi có tổn thương ở DNA, p53 làm ngừng chu kỳ tế bào cho đến khi DNA bị tổn thương được sửa chữa hoặc p53 có thể làm sự chết rụng tế bào (tiếng Anh apoptosis) nếu không còn khả năng sửa chữa DNA.

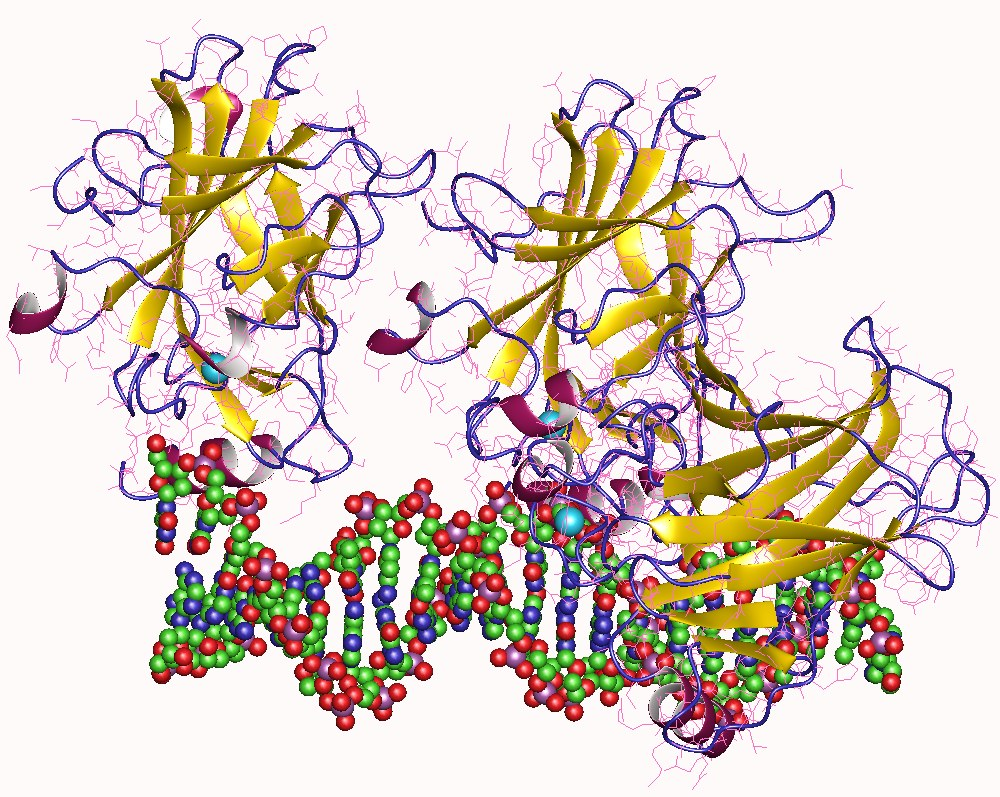
Tumor suppressor p53 trimer + DNA fragment, Human.

Rb là gen có chức năng ngăn cản diễn tiến chu kỳ tế bào bằng cách gắn kết với E2F1 và ngăn cản sự sao chép các gen cần thiết cho tế bào vào pha S. Sở dĩ p53 ngăn cản được chu trình tế bào vì nó hoạt hóa quá trình phiên mã tạo ra CKI, P21 để luân phiên ức chế sự hoạt hóa của CDK. Một khi CDK bị hoạt hóa nó sẽ phosphoryl hóa Rb và làm mất tác dụng của Rb.
Những đột biến mất chức năng p53 làm tăng tính bất ổn định di truyền và làm giảm chết tế bào theo lập trình. Người ta phát hiện thấy trên 50% người mắc các bệnh về ung thư (như ung thư vú, ung thư đại tràng, ung thư phổi, ung thư gan...) đều có những điểm khác biệt trên gene mã hoá p53 so với người bình thường.

## Hình ảnh

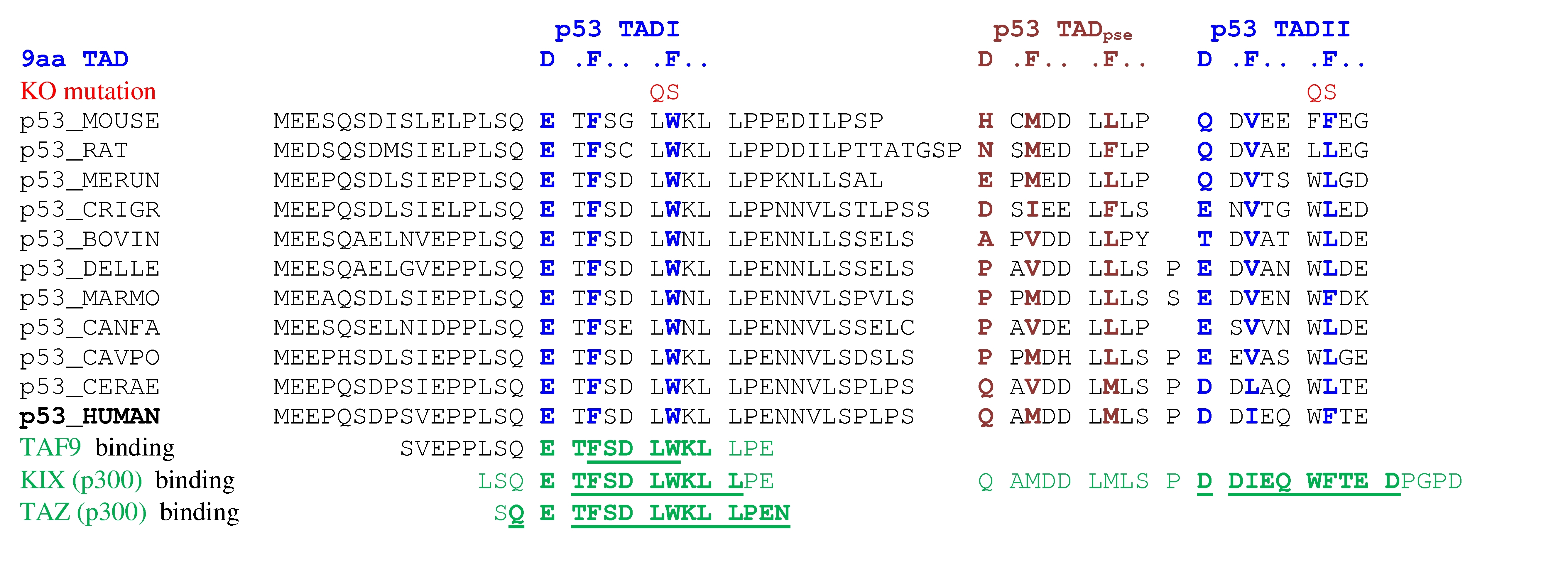
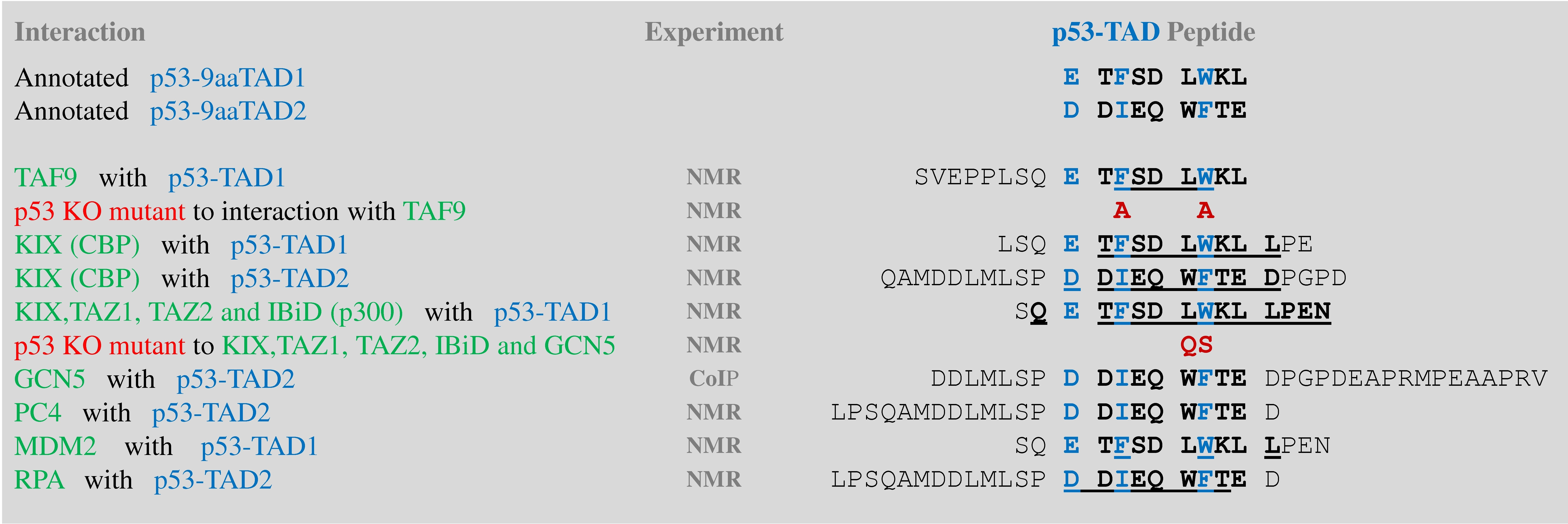
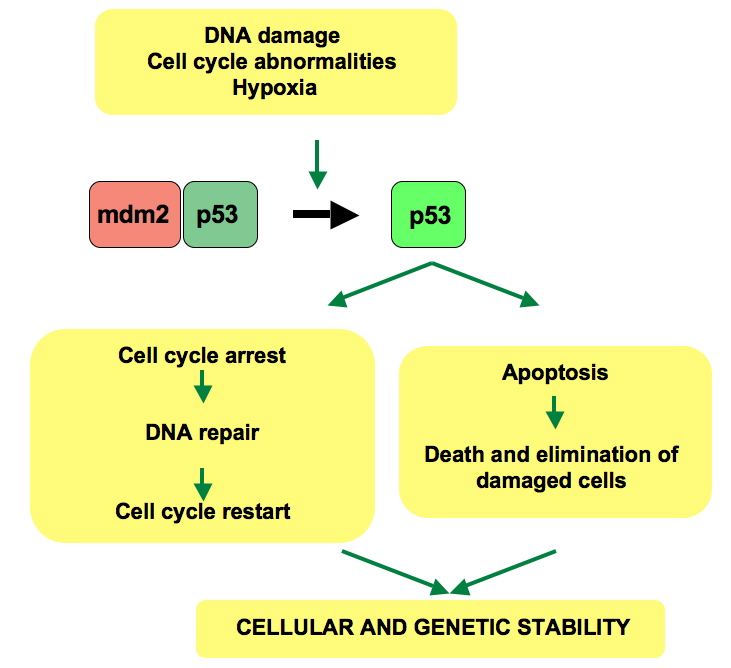